# All-Ireland Senior Football Championship 1998
L'All-Ireland Senior Football Championship 1998 fu l'edizione numero 112 del principale torneo di calcio gaelico irlandese. Galway batté in finale Kildare ottenendo l'ottava vittoria della sua storia. Fu la prima vittoria per i tribesmen dopo 32 anni di digiuno

## Campionati provinciali

### Munster Senior Football Championship

#### 1º turno preliminare
| 1998 | Tipperary | 1-16 – 0-07 | Waterford |  |

#### 2º turno preliminare
| 1998 | Tipperary | 1-13 – 1-12 | Limerick |  |

#### Semifinali
| Arbitro: | N. Barrett (Cork) |

|                                                                              |           |                                                                        |
| D. Browne 1-7, P. Lambert 0-3, B. Cummins 0-3, J. Williams 0-2, D. Foley 0-1 | Marcatori | M. Daly 0-3, P. Hehir 0-3, M. Hynes, J. Enright, G. Keane 0-2 ciascuno |

| Arbitro: | P. Russell (Tipperary) |

|                                                                         |           |                                                                                             |
| M. Fitzgerald 1-4, J. Crowley 0-5, M.F. Russell 0-4, D. O´ Cinnéide 0-1 | Marcatori | J. Kavanagh 0-6, A. O'Regan 1-1, A. Dorgan, L. Tompkins, A. Davis, C. O'Sullivan 0-1 ognuno |

#### Finale
| Arbitro: | N. Barrett (Cork) |

|                                                                                               |           |                                                                          |
| M Fitzgerald 0-10, P Laide, D O´Cinneide 0-2 ognuno, D Daly, MF Russell, J Crowley 0-1 ognuno | Marcatori | D Browne 0-7, J Williams 1-0, B Cummins, D Foley, C McGrath 0-1 ciascuno |

### Leinster Senior Football Championship

#### 1º turno preliminare
| 1998 | Longford | 1-16 – 2-13 | Wexford |  |

| Replay | Longford | 0-16 – 2-07 | Wexford |  |

#### 2º turno preliminare
| 1998 | Westmeath | 3-14 – 3-07 | Wexford |  |

| 1998 | Westmeath | 3-14 – 1-13 | Longford |  |

#### 3º turno preliminare
| 1998 | Westmeath | 1-18 – 2-05 | Carlow |  |

#### Quarti di finale
|  | Meath | 3-10 – 0-07 | Offaly |  |

| Arbitro: | J. Bannon (Longford) |

| |           |                                                                                               |
| C. Kelly 1-5, S. White, A. Hoey 1-2 each, N. Malone, J. Donaldson, O. McDonnell, C. O'Hanlon, G. Curran 0-1 each | Marcatori | D. Coffey 1-3, C. Daye, S. Byrne 0-2 each, R. Coffey, K. O'Brien, K. Byrne, J. Behan 0-1 each |

| Arbitro: | S. McCormack (Meath) |

| |           |                                                                            |
| S. Kelly 1-2, I. Fitzgerald, M. Lawlor 0-4 each, C. Parkinson 0-2, T. Maher, C. Conway, B. McDonald 0-1 each | Marcatori | T. Cleary 0-5, G. Heavin 0-4, P. Conway 0-3, M. Staunton 0-2, K. Lyons 0-1 |

| Arbitro: | B. White (Wexford) |

|                                                                                  |           |                                                        |
| D Darcy 0-4, J Gavin 0-2, D Farrell, D Harrington, B Stynes, J Sherlock 0-1 each | Marcatori | P Graven 0-4, N Buckley, E McCormack, K Dwyer 0-2 each |

| Replay | Kildare | 0-12 – 1-08 | Dublin |  |

#### Semifinali
| Arbitro: | B. White (Wexford) |

| |           |                                                                                     |
| T. Dowd 0-5, G. Geraghty 0-3, T. Giles 0-3, J. McGuinness, R. Magee, B. Reilly, H. Traynor 0-1 each | Marcatori | S. White 1-3, C. O'Hanlon 0-3, C. Kelly 0-2, G. Curran, A. Hoey, A. Rooney 0-1 each |

| Arbitro: | P. McGann (Westmeath) |

| |           |                                                                       |
| P. Graven 1-4, N. Buckley 1-1, K. O'Dwyer 0-3, P. Brennan 0-2, D. Earley, E. McCormack, M. Lynch 0-1 each | Marcatori | S. Kelly 0-3, M. Lawlor 0-2, D. Conroy, D. Lawlor, C. Conway 0-1 each |

#### Finale
| Arbitro: | J. Bannon (Longford) |

| |           |                                                                                  |
| P. Graven 0-4, B. Murphy 1-0, E. McCormack, W. McCreery, K. O'Dwyer 0-2 each, D. Kerrigan, A, Rainbow 0-1 each | Marcatori | T. Giles 0-3, R. McGee 0-3, J. McDermott, O. Murphy, T. Dowd, J. Devine 0-1 each |

### Ulster Senior Football Championship

#### Turno preliminare
|  | Down | 0-15 – 2-07 | Tyrone |  |

#### Quarti di finale
|  | Antrim | 0-11 – 1-11 | Donegal |  |

| Arbitro: | M. McGrath (Donegal) |

|                                                                             |           |                                           |
| E. Burns 1-3, G. Magill, J. Cassidy 1-1 each, J. Brolly, D. Doogan 0-4 each | Marcatori | D. Smith 0-8, D. Freeman 0-2, M. Daly 0-1 |

| Arbitro: | B. Gorman (Armagh) |

|                                                                             |           |                                                                                         |
| D. McCabe, L. Reilly 0-4 each, R. Carolan 0-3, M. Leddy, M. Graham 0-1 each | Marcatori | Raymond Gallagher, Rory Gallagher 0-4 each, C. Donnelly, C. Curran, R. Johnson 0-1 each |

| Arbitro: | M. McBrien (Fermanagh) |

|                                                                                            |           | |
| D. Dougan 2-0, J. Brolly, S. Downey 0-4 each, E. Burns, G. Magill 0-2 each, E. Muldoon 0-1 | Marcatori | D. Marsden 0-7, C. O'Rourke 0-3, O. McConville, G. Houlihan 0-2 each, P. McGrane, P. McKeever 0-1 each |

#### Semifinali
| Arbitro: | P. McEneaney (Monaghan) |

|                                                                                            |           |                                                                                       |
| D. Dougan 2-0, J. Brolly, S. Downey 0-4 each, E. Burns, G. Magill 0-2 each, E. Muldoon 0-1 | Marcatori | P. McKeever, O. McConville 0-4 each, D. Marsden 0-2, G. Houlihan, J. McNulty 0-1 each |

|  | Cavan | 0-13 – 0-15 | Donegal |  |

#### Finale
| Arbitro: | J. Curran (Tyrone) |

|                                                                   |           |                                                                      |
| J Brolly 1-2, G Magill 0-2, E Burns, D Dougan, J Cassidy 0-1 each | Marcatori | T Boyle 0-3, D Devenney 0-2, J Duffey, A Sweeney, N Hegarty 0-1 each |

### Connacht Senior Football Championship

#### Quarti di finale
| 1998 | Sligo | 0-14 – 1-07 | London |  |

| 1998 | Galway | 1-13 – 2-06 | Mayo |  |

#### Semifinali
| 1998 | Galway | 1-16 – 0-05 | Leitrim |  |

| Arbitro: | S. Prior (Leitrim) |

| |           |                                                                      |
| P. Taylor 0-6, S. Davey 1-1, B. Walsh 0-3, K. Killeen 0-2, B. Kilcoyne, N. Clancy, G. McGowan 0-1 each | Marcatori | E. Lohan 1-6, N. Dineen 1-1, L. Dowd, M. Ryan 0-2 each, G. Keane 0-1 |

| Arbitro: | S. Prior (Leitrim) |

|                                                                            |           |                                                                   |
| P. Taylor 0-8, K. Killeen 0-3, S. Davey 0-2, B. Walsh, C. O'Meara 0-1 each | Marcatori | T. Grehan 1-2, E. Lohan 0-5, N. Dineen, L. Dowd, T. Ryan 0-2 each |

#### Finale
| Arbitro: | S. Prior (Leitrim) |

|                                                                                             |           |                                                         |
| P. Joyce, N. Finnegan 0-3 each, J. Fallon 0-2, S. O Domhnaill, D. Meehan, T. Joyce 0-1 each | Marcatori | E. Lohan 0-8, F. O'Donnell, T. Grehan, L. Dowd 0-1 each |

| Arbitro: | S. Prior (Leitrim) |

| |           |                                                                                             |
| M. Donnellan 1-3, J. Fallon 0-5, D. Savage 0-3, S. O´g de Paor, N. Finnegan 0-2 each, P. Joyce, S. Walsh 0-1 each | Marcatori | E. Lohan 0-8, N. Dineen 0-3, F. O'Donnell, T. Grehan 0-2 each, L. Dowd, V. Glennon 0-1 each |

## Semifinali
| Dublino 23 agosto 1998 | Derry                           | 1-09 – 0-16 referto | Galway | Croke Park (38569 spett.)\| Arbitro: \| J. Bannon (Longford) (Longford) \| |
| Arbitro:               | J. Bannon (Longford) (Longford) |                     |        |                                                                            |

| Dublino 30 agosto 1998 | Kildare            | 0-13 – 1-09 referto | Kerry | Croke Park (65002 spett.)\| Arbitro: \| M. Curley (Galway) \| |
| Arbitro:               | M. Curley (Galway) |                     |       |                                                               |

### Finale
| Dublino 27 settembre 1998, ore 15:30 BST | Galway               | 1-14 – 1-10 referto | Kildare | Croke Park (65886 spett.)\| Arbitro: \| J. Bannon (Longford) \| |
| Arbitro:                                 | J. Bannon (Longford) |                     |         |                                                                 |